# 阿部定
阿部定（日语： Abe Sada，1905年5月28日—？）是一名日本妓女，因於1936年5月18日將其情人石田吉藏絞殺，並割下其陰莖和睾丸而聞名。此一事件引起了日本全國的轟動，並被後人加添了传奇色彩。此外不少藝術家、哲學家、小說家和電影製作家都对它有所诠释。定在服刑5年後獲釋，在其後亦撰寫了一本自傳。

## 家族背景
阿部定是阿部重吉和阿部勝之女兒，在他們倆的八个兒女中排行第七，不過当中有一半在成年前就已去世，定則是存活的四个子女当中最小的。他們一家靠販賣榻榻米维生。定的父親重吉原本在千葉縣定居，不过后來被阿部家所收養，為他們的榻榻米販賣事業而努力，並於后來繼承之。重吉52歲時，亦即定出生之时，被當地警方形容為「既沒有顯眼的惡習，又不跟法律作對的正直人」，儘管有些跟其相識的人認為他有點自我中心和揮霍無度。定的母親同樣沒有違反過法律或道德。
定的哥哥新太郎是一名「花花公子」，在成婚后便連同父母的錢一同跑掉。定的姊姊照子（音译）也有過幾個情夫，不过最终因此而被送至遊廓工作——在当时的日本社会而言，這是對女性性放縱的常見懲罰，不過重吉很快便把她贖回來。對於阿部家的階層而言，照子的過去並不是其结婚的障礙，结果她很快就成婚了。

## 生平

### 早年
阿部定生於1905年，並受到母親的寵愛，允許她按照自己的意願行事。她鼓勵定上课学習唱歌和三味线。與古典藝術活動相比，以上兩者在當時跟藝妓和遊女的關係較为密切。當時社會也視藝妓为富有魅力的名流職業，而為了追求此一高貴形象的定，甚至不惜犧牲上學的时間，也要上外面的音樂課，並悉心地打扮自己。由於父母需處理更有問題傾向的新太郎和照子，所以定一般都是獨自外出，並成为同樣欠缺雙親照顧的青少年圈子的其中一员。她在14歲跟該圈子成員一起外出遊玩時，被一名好友強姦。她的父母最初挺身去找該名好友，並為她提供支持，但定最終卻因這段經歷而變成不良少女。由於定變得愈來愈難管教及不負責任，故其父母於1922年決定把她賣去横滨市的一間藝妓屋，希望這能為她在社會上的立足找到方向。定最大的姊姊德（トク，音译）表示定是真心想成為藝妓的。然而定則表示這是父親對自己的懲罰。
就藝妓的情況而言，一般需自孩童時代起就不斷鑽研藝術及音樂，才可成為名流。故定在藝妓界混得不好，成為了低級的藝妓，並以向顧客提供性服務為其主要職責。她在这个位置總共幹了五年，並因此感染了梅毒。這使她像更高薪酬的遊女（合法賣身的日本妓女）般，需定期接受身體檢査，故其決定成為遊女。

### 1930年代早期

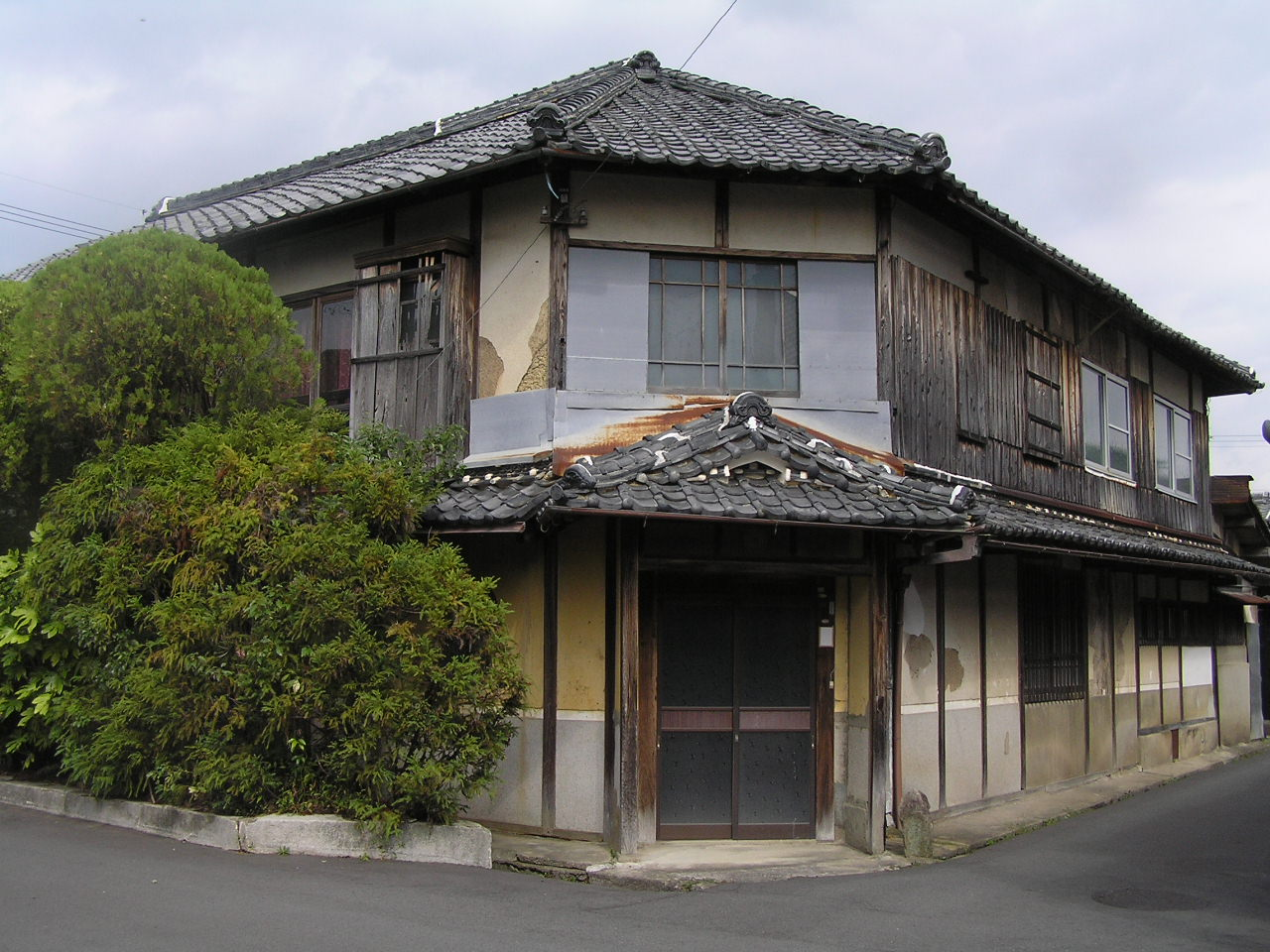
定工作過的最後一間遊廓——大正樓

定之後於大阪市飛田新地從事性服務業，不过，她的名声并不怎么样，除了偷嫖客的钱之外，还数次企图从遊廓逃跑，不過皆被抓回去。2年后，她终于逃了出来，並轉折成為一位女服務員。但由於定對薪酬並不滿意，她很快（1932年）就重操舊業，並把生意轉至地下。1933年1月，阿部定的母亲去世。于是她回到东京——一是为了探望自己的父亲，二是去拜祭自己的母亲。在东京，她依旧从事着地下性服務，並在那首次成為情妇。她的父亲在1934年1月患了重病，繼而去世。定在他死去10天前一直在照顧他。
1934年10月，由于没有合法执照，定在一次警察突袭检查中被捕。不过，妓院老板的一位好友笠原喜之助最终把她保释了出来，但作为条件，他希望定做他的情妇，定同意了。喜之助於12月20日為定找了一間屋，並向她提供報酬。喜之助向警方作供時憶述：「她十分欲求不滿。即使我累得不像人形，她還是百戰不怠似的。我們要一晚做很多次，她才感到滿足。除非我整晚都用手觸摸她的私處，否則她是不會接受的……初頭這是挺好挺滿足的，但若連續幾個星期每天都是這樣，我便有點吃不消了」。定之後向喜之助提議跟其妻離婚，娶她為正室，但喜之助拒絕之。她繼要求喜之助容許她有第二個男人，喜之助同樣一口拒絕。在此之後他們倆一拍兩散。定為了逃避他，而獨自前往名古屋。在供詞結尾，喜之助憤怒地說：「她就是一名蕩婦、妓女。她的所作所為已清晰顯示了她是男人應該恐懼的女人」。同樣定對喜之助也充滿了不滿：「他根本就不愛我，對我的態度如同對動物一樣。當我說我們應分開時，他就像廢物一樣求我不要分手」。
在1935年，她來到了名古屋，並再次決定離開性產業界，改在一家餐馆做服务员打工。她很快又迷上了餐馆的一位顧客——大宮五郎。五郎是一名教授兼銀行家，並有志投身於日本國會。由於定知道餐馆絕不容許服务员跟顧客發生肉體關係，且在當地開始活得苦悶，故決定在6月回到了東京。定在東京又再度跟五郎相遇。五郎在那得知定曾感染過梅毒，並付錢請她留在草津町的一個溫泉度假村（為期3個月，1935年11月至1936年1月）。在1月，五郎建議定應透過開一間小餐館，來實現財務獨立。而要實現這一目標，則應從學徒做起。

### 與石田吉藏相戀
在1936年，定回到了东京。並於2月1日在一間名叫「吉田屋」的鳗鱼料理店中當一名學徒。這間位於東京中野區的料理店是石田吉藏於1920年时开设的，在這之前他也是靠在鳗鱼料理店中當學徒起家。定來到時，吉藏時齡42歲，這間料理店亦早已交由吉藏的妻子负责管理；吉藏则變成了一个好色之徒，很少處理這間料理店的事務。
很快，吉藏便向定求愛传情。五郎從來沒試過使定得到性滿足，因此定打算試一下吉藏的能耐。4月中旬，吉藏和定在一間料亭中互相約定好，打算來一次偷情。4月23日，吉藏和定為了先前的約定，而來到了一家位於澀谷區附近的待合茶屋（用作舉行酒會並有藝妓陪侍並可留宿的場所）。他們原本打算很快就回去，但最終卻在那留了4天。4月27日的晚上，他們來到另一家離二子玉川有一段距離的待合茶屋 ，繼續喝酒放縱，偶爾一邊聽著藝妓的歌聲一邊繼續。就算房间服务员正在旁邊奉酒，他们仍舊繼續親熱。他們之後又來到尾久附近繼續偷情。吉藏在接近兩星期後（5月8日的早上），才回去料理店。定在評價吉藏時說：「要說石田哪兒好，我也說不上來，不過他長得真是沒得挑，我從來沒見到過這麼風流倜儻的男人」。
在這兩週過後，定對吉藏變得十分痴迷，並開始大量饮酒。她表示吉藏使她首次萌生真正的愛意。而定同時非常妒忌吉藏的妻子，因他願意離開自己，回去跟妻子一起生活。吉藏被殺的一個星期前，定就已構思著她的殺人計劃。5月9日，她去看了一部戲，並被當中「艺伎用刀指向自己情人」的一幕深深吸引。看完後她決定在下一次幽会中拿刀威脅吉藏。5月11日，定把自身某幾件衣服拿去典當，在拿到了錢以後用該些錢買了一把菜刀。她回憶當晚「我從袋中拿出了菜刀，之後我就像該套戲的艺伎般威脅他，對他說：『吉藏，你穿這件和服就是為了取悅某一位你喜愛的客人嗎？小心我會因此殺了你，你這個混蛋。』石田嚇了一跳，但他看起來很高興似的」。

### 阿部定事件

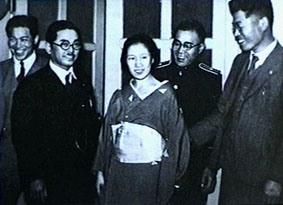
被逮捕後，於高輪警察署的阿部定（新聞照，成於1936年5月20日）

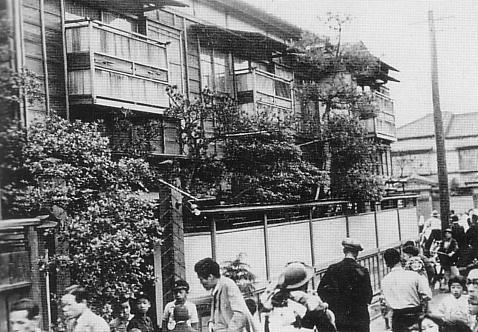
阿部定事件的案發地點

定與吉藏回到尾久，在吉藏死前他們一直留在那裡。定在他們做愛期間，把刀擱在吉藏的陰莖根部，並要他承諾不會再找第二個女人。吉藏對此則大笑。在某一天，定開始在做愛期間掐著吉藏，而吉藏對此表示歡迎，因為這能增加快感。她也讓吉藏對自己這樣做，但吉藏因不忍心而拒絕之。5月16日，定在做愛時用她的腰帶勒住吉藏的脖子，兩者樂而不疲地這樣做了兩個多小時。直到吉藏的陰莖突然軟了下來，定才慌忙地解開帶子，並發現他的臉部紅腫不堪，不能馬上恢復原樣。他因此吃了30片鎮靜劑卡尔莫钦去舒緩痛楚。定表示當吉藏打算睡覺時，忽然他睜开眼，對定說：「我睡著的話，你是不是還要勒我？……要勒就別停下，不然特別難受。」定嚇了一跳，懷疑他是否希望被自身殺死，但很快意識到這是開玩笑。
5月18日凌晨2時左右，定在吉藏睡著時，拿起腰帶繞上他的脖子兩圈，勒了起來，直到其死去才解開。後來她跟警方表示：「我殺了石田後非常平靜，好像卸下了一個大包袱，心情很舒暢。」定之後躺在吉藏身旁數個小時，期間不時撫弄他的陰莖，並產生要把它割下的念頭。於是她拿起了藏在畫軸後面的菜刀，把它切下來，然後包在雜誌封皮內，在被捕之前一直帶在身上。她還用血在吉藏的左腿和床單上寫下「只有定吉二人」（定、石田の吉二人キリ）。接著用刀在吉藏的左臂刻下自己的名字「定」。她於上午八時左右，穿上了吉藏的襯衫和內褲，然後下樓跟女傭說：「中午之前別叫醒他」就離開了旅館。
在離開了旅館後，她跟五郎打了通電話，要他來日本橋一趟。在見面後，定不停地跟五郎道歉，但五郎在當時對定的殺人並不知情，故認為她是為另尋新歡而道歉。而實際上，定是為了她對五郎的政治生涯所構成的不良影響而道歉。吉藏的屍體被發現後，日本警方便因定擁有重大嫌疑而四處搜捕她。5月19日，定的故事成功登上了各大報章。自此她的經歷及去向便受到大眾的關注，同時也斷送了五郎的政治生涯。

### 社會恐慌
吉藏的死狀隨即引起日本全國性的轟動。市民開始不斷四處尋找定的蹤影，史稱「阿部定恐慌」。警方陆续开始收到来自各地的线索，都声称见到了定，一个称定在银座出现的错误消息甚至造成了交通堵塞。同时，不少人借鑑了同年的「二二六事件」，把此事稱為「五一八事件」。
5月19日，定去了購物，及看了一部電影。随后5月20日用化名又住进了一家位於品川的旅馆，在那做了按摩及喝了三瓶啤酒。她花了該天一整天去給五郎、吉蔵及一位好友各寫一封遺書。她原本打算在殺了吉藏的一週後去自殺，並在期間展露了一點戀屍的傾向。「我很喜歡石田的那個東西，喜歡到死的程度。我打開包著東西的那個紙包，一直望著它。之後我把它放入口中，甚至我的裏面……但即使我一次又一次地放進裏面，還是沒能成功。最後心想到大阪去，在那跟東西待一會後，帶同它從生駒山往谷底一跳，一了百了。」
5月20日下午4時，一名警察因懷疑定用假名而來到她的房間。她先對該名警察說：「不用那麼拘謹」，隨後直認「找阿部定对吧？我就是你們要找的阿部定了」。但最初警察并不相信是她，直到她展示吉藏的性器官作證明。
定因此被捕，並錄了過八段口供。當問及她為何割下吉藏的性器官時，她回答道：「因為我不能把他的頭或身帶出去。故我只想把帶給我最珍貴回憶的東西帶走」。及後問及為何殺死吉藏時，檢察官被定所震驚，其憶述：「她立刻十分激動，同時雙眼變得閃亮有神」。她的回答如下：「我太喜歡他了，想自己獨佔他。可是我和他不是夫妻，只要他活著，就會接觸別的女人，把他殺死的話，別的女人就一個手指頭也碰不了他了，所以就把他殺死了……」。在嘗試解釋這宗案件跟日本十幾宗同類案件有何不同時，威廉·約翰斯頓認為就是這個回答抓住了整個國家的想像力：「她不是因妒忌而殺人，而是因為愛」。馬克·史瑞伯注意到阿部定事件發生時，日本媒體正全力关注一系列的軍事及政治問題，比如二二六事件、微微可見的侵華戰爭。他繼指在這樣的社會氛圍下，一件像阿部定事件這樣帶虐戀色彩的性醜聞反而會受到歡迎。此一事件也與當時盛行的「色情荒誕無聊」風格產生共鳴，並於隨後成為這種風格的代表。
犯罪的細節公開後，日本坊間便流傳著「石田的陰莖很大」的謠言。但抓到定的警察否定了這一說法：「石田的大小很標準。阿部告訴我：『在那事上，大小並不重要。我喜歡的是石田的床上功夫和想讓我充分滿足的心』」。在她被捕後，吉藏的陰莖連同睾丸便一起送到东京大学醫學部的病理學博物館。二戰後它曾被公開展出過一段時間，但自此便遺失了。

### 定罪和量刑
11月25日，針對定的審判正式開始，凌晨5時人們開始聚集旁聽。負責這宗案件的法官承認對案情的某些細節感到興奮，但仍保證會以最大的程度嚴肅處理之。定在定罪前表示：「關於這件事，我最遺憾的是人們把我誤解為色情狂……我從沒有和其他男人做過類似的事。我也喜歡過別的男人，沒有跟他們要錢，但唯獨石田讓我找不出不滿意的地方。」
12月21日，法官正式裁定她二級殺人罪和肢解屍體罪分別成立。儘管檢察官要求判處十年，定甚至希望自己被判处死刑，但其最終被判处了六年有期徒刑。她於栃木女子監獄服刑，囚犯編號則為11號。1940年，日本因慶祝建國2600周年大赦，定獲减刑。最終于1941年5月17日释放出狱。
對定的審訊筆錄於1936年暢銷日本全國。克里斯汀·L·馬蘭形容當時的關注會把定放在「毒婦」的刻板印象之下。這一形象在1870年代的日本小說或舞台劇開始盛行。「毒婦」文學於1890年代後期分支成女囚犯的忏悔式自傳。到1910年代初，女囚犯的自傳很多時候皆在文筆上表現得毫無歉意，有時甚會夾雜著對日本社會的批判。因策劃殺死明治天皇（幸德事件）而被判絞刑的管野須賀在獄中寫了一篇不帶悔意且帶叛逆成分的文章。因密謀以炸彈襲擊天皇一家而被判處死刑的金子文子同樣發表過反對帝國主義制度，及由此衍生的種族主義和家長式管治的論述。筆錄在問世的該年便成為日本最為火紅的女囚犯敍事。馬蘭指出定的自傳與以往的罪犯不同，較強調性及對受害人的愛。

### 出獄後
出獄之後，定改了個偽名生活。之後跟一名她在手記中稱為「Y」的上班族來了一場事實婚，她先搬至茨城縣，再來到埼玉縣。之後當Y的好友和家人察覺定的真實身份時，她選擇了分手。
二戰過後，吉田茂政權為了將公眾的目光從政治中抽離，而推行了「3S」政策——運動（sports）、銀幕（screen）和性（sex）。像《阿部定之精神分析學診斷》般的戰前作品會把定當作例子，以此刻畫女性放縱情慾的危險。在戰後年代，她被視為極權主義的批判者，以及自由的象徵。定的事跡還影響了各類文學作品。無賴派作家織田作之助寫了兩篇以定為原型的故事，一篇1949年6月發表的文章稱，定在發現一堆色情書籍以她的名去作書寫之後，試圖就此採取行動。
1946年，小说家坂口安吾和定见面谈话，把她看作性與自由方面的權威。安吾稱定在溫柔方面為「後世的榜樣」。1947年，木村一郎的《昭和好色一代女 阿部定的情色自白》在日本成為暢銷書，賣出過十萬本。此書雖以跟定的訪談為其主要內容，但實際上內容只源於警方的審訊筆錄。定為了回應這一本書，而寫了一本自傳《阿部定手記》，其於1948年出版。與一郎把定描繪成一名色情狂的傾向相比，自傳較強調愛本身。1948年1月，雜誌《實話》推出了第一期，於當中刊出以前未曾公開過的事件相關照片，並配上以下標題：〈世紀的色情荒誕！阿部定事件的照片 首度公開〉。1949年1月號的《讀者月刊》同樣反映了對定的社會態度轉變，它稱定為「該個時期的女英雄」，因為她在充滿「錯誤道德觀念」和反對聲浪的社會中，繼續忠於自己的慾望。
定利用着自己的知名度去接受一本流行雜誌的訪問，並在劇作家長田幹彦的指導之下，出演了幾年戲劇《昭和一代女》。1952年起，她開始在一間位於東京稻荷町的料亭「星菊水」打工。接下來20年她在東京下谷附近過著低調的生活，期間還得到了優秀服務員獎狀。在1960年代期間，影評家唐纳德·里奇曾多次光顧星菊水。他在《日本肖像》一著中形容定使得顧客在進去時便對她「印象深刻」。「她會從那條長長的樓梯中慢慢走下來，以高傲的目光目視眾人。對此，料亭內的男人則會用雙手掩著胯部，並大喊『收起刀子！』、『我不敢去洗手間』。定會在憤怒時打起欄杆起來，並望著人們，直到他們完全沉默，然後才繼續帶領客人入內、跟客人聊天、不斷地為不同餐桌的客人倒酒。」里奇評論道：「……她真的絞殺了一個男人，並把他的小弟給切下來。當阿部定拍你的背時，你就會忍不住地開始顫抖」。
定在石井輝男於1969年發表的紀錄片《明治大正昭和 獵奇女犯罪史》中親自登場，並於該年8月拍了最後一張已知的亮相照片。她在1970年起便消失在公眾視野中，最後一次是在1974年其匿藏地，位於淺草的熟人旅館被人目擊。大岛渚在1970年代中期策劃拍攝《感官世界》時，曾嘗試去找定，最後據說在關西的一間尼姑庵中找到她。
根据 Kagero Mutsuki 的说法，1992年左右，佐川一成以某种方式追踪到了定的下落并联系了他，佐川告诉睦月“定在静冈县伊豆市的一家养老院”.

## 相關作品

### 文學
（只節錄部分著作）
- 阿部定.阿部定手記 愛的前半生.中公文庫.1998[1947].ISBN 978-4-12-203072-5.
- 鮒橋正一.阿部定行為記.1947.[68]
- 冬木健.熱情洋溢的女人——阿部定的前半生.1947.[68]
- 木村一郎.昭和好色一代女 阿部定的情色自白.河出書房新社.1998[1947].ISBN 978-4-309-40530-8.
- 織田作之助.世相.1946.（短編故事）[68]
- 織田作之助.妖婦.1947.（短編故事）[68]
- 佐藤信.阿部定的狗.1976.[69]
- 關根弘.阿部定：關根弘詩集.1971.[70]
- 東京精神分析學研究所.阿部定之精神分析學診斷.1937.[71]
- 渡邊淳一.失樂園.1997.（主人公形象來自1936年發生的阿部定事件）[72]

### 電影
定在石井輝男於1969年發表的紀錄片《明治大正昭和 獵奇女犯罪史》中親自登場，但只是接受了訪問。
此外已有至少六部電影改編自她的經歷：
- 1975年 – 田中登的《實録阿部定》，其僅限日本上映，但次年的《感官世界》帶動了這部作品的國際知名度[73]。
- 1976年 – 大島渚的《感官世界》，其因過份露骨而受到了很多國家的審查及禁映[74]。
- 1998年 – 大林宣彦的《感官新世界》[75]。
- 1999年 – 濱野佐知的《平成版 阿部定 好想要你》[76]。
- 2009年 – 由阿薩·阿基拉主演的《純潔》[77]。
- 2011年 – 爱染恭子的《阿部定的最后七日》[78]。

### 漫畫
《保留莊的殺人鬼》中「定世」一角生前的故事，改編自阿部定。

## 註腳
1. 1 2 3  Johnston 2005，第25頁
2. 1 2 3 4  Schreiber 2001，第188頁
3. 1 2 3 4  Johnston 2005，第20頁
4. ↑  20世紀日本人名事典,367日誕生日大事典. . コトバンク.   [2020-01-07]. （原始内容存档于2019-05-12） （日语）.
5. ↑  Thompson 1985，第1570頁
6. ↑  Johnston 2005，第21, 25頁.
7. ↑  Johnston 2005，第20, 25頁
8. ↑  Johnston 2005，第21, 168頁
9. ↑  Johnston, p.21, 171.
10. 1 2 3 4 5 6 7 8 9  Honjo
11. ↑  Johnston, p.37.
12. ↑  Johnston 2005，第44頁
13. ↑  Abe, Sada quoted in Second Interrogation of Abe Sada in Johnston 2005，第169頁 Chapter "Notes from the Police Interrogation of Abe Sada": While we were playing around on the second floor he forced himself into me.
14. ↑  Abe, Sada quoted in Johnston 2005，第45頁, Chapter 5. "Acquaintance Rape", .. in the summer of my fifteenth year because I was raped by a student at a friend's house ...
15. ↑  Johnston 2005，第58頁, Schreiber 2001，第187頁
16. ↑  Johnston 2005，第57頁
17. ↑  Johnston 2005，第66–67頁, Honjo
18. ↑  Johnston 2005，第67–71頁
19. ↑  Johnston 2005，第72–77頁
20. ↑  Deposition by Kasahara Kinnosuke in Johnston 2005，第165–166頁
21. ↑  Johnston 2005，第126–127頁
22. ↑  Johnston 2005，第167頁
23. ↑  Johnston 2005，第177頁
24. ↑  Johnston 2005，第78–83頁
25. 1 2  Johnston 2005，第11頁
26. ↑  Schreiber 2001，第184–185頁
27. 1 2 3  Schreiber 2001，第184頁
28. ↑  Schreiber 2001，第185頁
29. ↑  Johnston 2005，第84–94頁
30. ↑  Johnston 2005，第92, 193頁
31. ↑  Johnston 2005，第95–99, 192–194頁
32. ↑  Johnston 2005，第99–102, 164–165頁
33. ↑  Johnston 2005，第102–103, 200–201, 206, Honjo頁
34. 1 2  Schreiber 2001，第186頁
35. ↑  Johnston 2005，第105–108頁
36. ↑  Johnston 2005，第111頁
37. ↑  Schreiber 2001，第186–187頁
38. ↑  Schreiber 2001，第187頁
39. ↑  Johnston 2005，第103頁
40. 1 2  Johnston 2005，第124頁
41. ↑  1981年出版的一本書《19個阿部定》列出了19例同類個案
42. ↑  Johnston 2005，第119頁
43. ↑  Johnston 2005，第11, 114, 160頁
44. ↑  Schreiber 2001，第190頁, Honjo
45. ↑  Schreiber 2001，第188–189頁
46. 1 2 3 4  Schreiber 2001，第189頁
47. ↑  Johnston 2005，第147頁
48. ↑  Marran 2007，第xiii–xiv頁
49. ↑  Marran 2007，第66–67頁
50. ↑  Marran 2007，第103頁
51. ↑  Marran 2007，第103–104頁
52. ↑  Marran 2007，第104頁
53. ↑  Johnston 2005，第148–150頁
54. ↑  McLelland 2012，第6頁
55. ↑  Marran 2007，第136, 140頁
56. ↑  Marran 2007，第143頁
57. 1 2  Marran 2007，第140–141頁
58. ↑  Marran 2007，第142–143頁
59. ↑  Johnston 2005，第160頁
60. ↑  Johnston 2005，第152–153頁
61. ↑  Johnston 2005，第153頁
62. 1 2  Schreiber 2001，第190頁
63. ↑  Richie 1987，第33–35頁
64. 1 2  . Japanese Movie Database.   [2007-07-26]. （原始内容存档于2011-01-19）.
65. ↑  . asahi-net.or.jp.   [2007-07-28]. （原始内容存档于2011-01-19）.
66. ↑  Richie 1987，第37頁
67. ↑  元祖“チン切り”　阿部定の知られざる晩年 （页面存档备份，存于） - Tosupo(03/2/2024)
68. 1 2 3 4  Marran 2007，第143頁
69. ↑  Marran 2007，第204頁
70. ↑  Marran 2007，第107頁
71. ↑  Marran 2007，第131頁
72. ↑  Marran 2007，第161–163頁
73. ↑  AllMovie上《A Woman Called Sada Abe》的资料（英文）
74. ↑  AllMovie上《In the Realm of the Senses》的资料（英文）
75. ↑  Sada - 日本电影数据库
76. ↑  . ぴあ映画生活.   [2018-05-16]. （原始内容存档于2018-05-17）.
77. ↑  . AEBN.   [2019-05-17].
78. ↑  . HNN. 2014-04-07  [2019-05-17]. （原始内容存档于2019-05-17）.